# Stanisław Iwański (aktor)

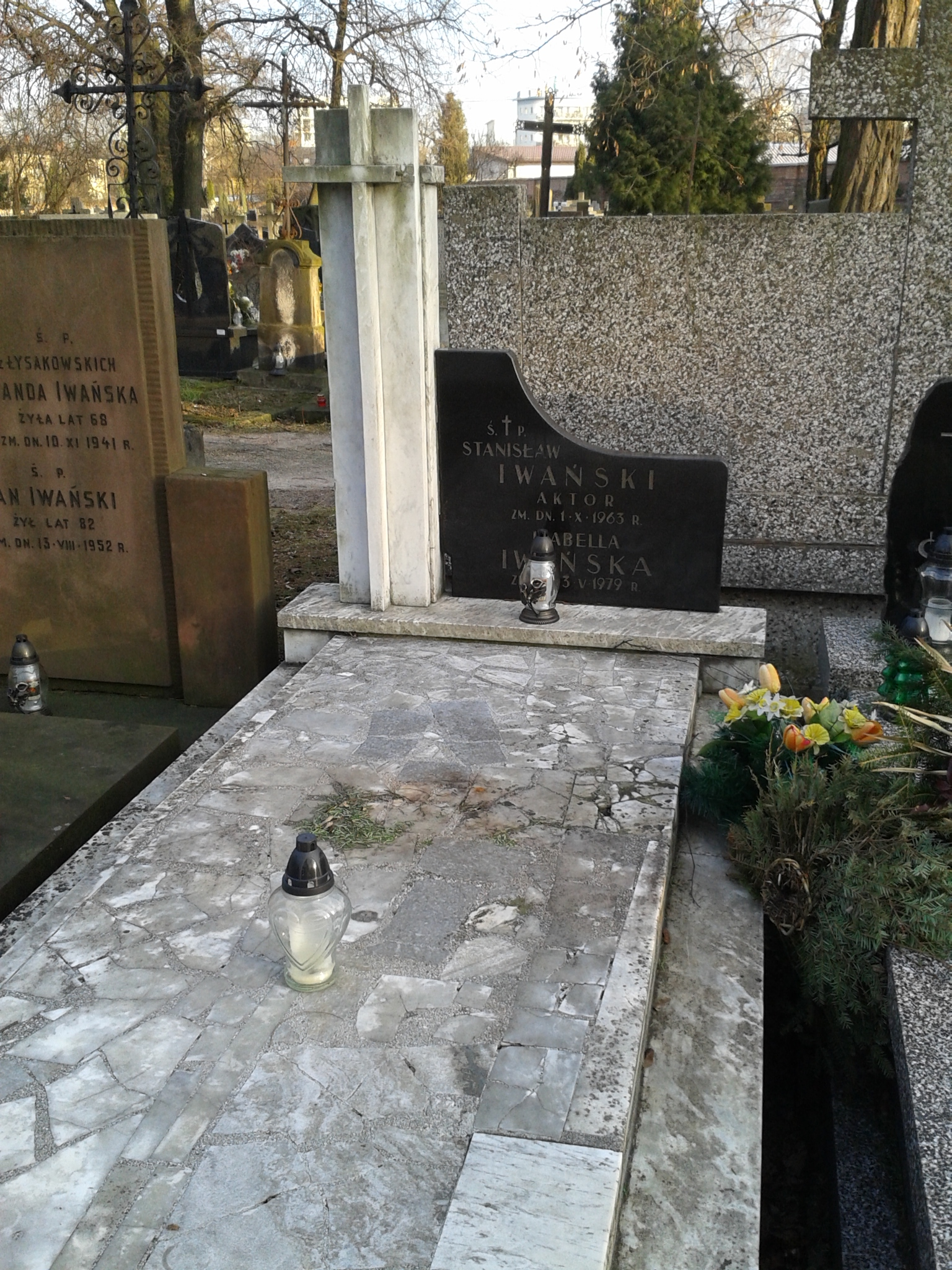
Grób Stanisława Iwańskiego na cmentarzu Bródnowskim

Stanisław Iwański pseud. Oskard (ur. 4 września 1903 w Warszawie, zm. 1 października 1963 tamże) – polski aktor teatralny.

## Życiorys
Urodził się w rodzinie Jana i Wandy Iwańskich, po ukończeniu szkoły średniej przez trzy lata uczęszczał do szkoły dramatycznej. Debiutował w katowickim Teatrze Polskim w 1927 i grał tam do 1930, a następnie przez sezon 1930/1931 w Teatrze Polskim w Poznaniu, a w 1931/1932 w Teatrze Nowym. Kolejny sezon w operetce w Bydgoszczy, sezon 1933/1934 w toruńskim Teatrze Narodowym. W 1937 powrócił do warszawy gdzie grał w Teatrze 8:15 i Teatrze Malickiej, ale po roku ponownie wyjechał do Bydgoszczy gdzie występował w Teatrze Miejskim. Podczas II wojny światowej był aktorem jawnego Teatru Komedia. Przez pierwsze trzy lata po zakończeniu wojny występował w Teatrze Powszechnym, a następnie w Teatrze Ludowym, Muzycznym i Komedia. Pochowany na cmentarzu Bródnowskim w Warszawie (kwatera 15F-2-21).